# Estouteville-Écalles
Estouteville-Écalles foi uma comuna francesa na região administrativa da Normandia, no departamento de Sena Marítimo. Estendia-se por uma área de 8,55 km². Em 2010 a comuna tinha 469 habitantes (densidade: 54,9 hab./km²).
Em 1 de janeiro de 2017, passou a formar parte da comuna de Buchy.